# Paulina Hołysz
Paulina Hołysz (z d. Hurko, ur. 4 lipca 1892, zm. 7 października 1975) – poetka ludowa, pieśniarka ludowa ziemi chełmskiej, ludowa reżyserka, malarka, zbieraczka dawnych tradycji, obrzędów i zwyczajów ludowych, animatorka życia kulturalnego.

## Życiorys
Urodziła się 4 lipca 1892 roku w Strupinie Dużym k. Chełma. Dom jej rodziców w zaborze rosyjskim był ostoją polskości. Młoda Paulina nauczyła się czytać na książeczce do nabożeństwa otrzymanej od ojca. Wiedzę o polskiej literaturze i historii zdobywała sama. Zbigniew Waldemar Okoń pisze, że Paulina Hołysz ze wsi Strupin Duży, „nie licząc rzadkich wyjazdów do Chełma, wyjeżdżała tylko trzykrotnie „w świat”: w 1928 r. na wycieczkę nad morze do Gdyni, w 1939 r. i 1963 r. do Warszawy, w tym ostatnim przypadku na spotkanie poetów ludowych”. W 1918 roku wyszła za mąż za Tomasza Hołysza ze Strupina, rolnika i legionistę. Małżeństwo przetrwało 10 lat i było bezdzietne. W okresie okupacji (1939–1944) współpracowała z polską partyzantką. Po wojnie Paulina Hołysz organizowała życie kulturalne i oświatowe swojej wsi, wychowywała dzieci osierocone w wyniku wojny. Należała do Stowarzyszenia Miłośników Ziemi Chełmskiej (w latach 1957–1975), do Grupy Literackiej „Pryzmaty” w Chełmie (1957–1975), do Stowarzyszenia Twórców Ludowych (1968–1975).

## Twórczość
Odkrywca twórczości Pauliny Hołysz Longin Jan Okoń pisał o niej w 1958 roku: „Paulina Hołysz, samotna chłopka licząca 66 lat, ze Strupina Dużego spod Chełma, jest samoukiem (…), skończyła tylko 4 klasy. (…) Pisze wiersze, układa piosenki, które śpiewane są przez jej rodzinną wieś. (…) Utworów swoich nie drukowała nigdzie. Nawet nie ubiegała się o druk. Pisze jedynie dla siebie, dla własnej przyjemności. Opowiada o tym wszystkim prostym, ludowym językiem, pełnym starych, zapomnianych wyrazów gwarowych”. Jej widowisko obrzędowe „Nasze wesele” z 1966 roku było wielokrotnie wystawiane z udziałem mieszkańców Strupina Dużego i sfilmowane przez amatorski Klub Filmowy „Miś” w Chełmie. Jest to sztuka teatralna oparta na etnograficznych zapiskach dotyczących obrzędów weselnych na jej rodzinnych terenach. Pierwsze wzmianki o utworach Pauliny Hołysz pojawiły się w lubelskiej prasie w 1958 r. Debiut prasowy poetki miał miejsce w 1960 roku (Za moją chatką, „Ziemia Chełmska”). W 1973 roku ukazał się tom Pauliny Hołysz O grudko mojej ziemi (wybór i opracowanie prof. Michał Łesiów), Ludowa Spółdzielnia Wydawnicza, Warszawa. Jak pisze prof. Alina Aleksandrowicz, podstawowym motywem wierszy Hołyszowej jest człowiek i przyroda. „Poetka stale podkreśla wspólnotę z ziemią ojczystą, nierozłączną więź zespalającą życie rolnika z życiem otaczających go drzew, roślin, ptaków”.
Przykłady jej ludowej twórczości: W tych wierszach nie znajdziecie // gdzie przecinek, gdzie kropka // bo te wiersze pisała // bez szkoły prosta chłopka. Bo ja piszę, co widzę // czasem piszę, co czuję // i z tego i z tamtego // wierszyk sobie zrymuję.
Członek Chełmskiej Grupy Literackiej „Lubelska 36” Robert Gałan w roku 2010 pisał: „Hołyszowa jeszcze za życia okrzyknięta została jedną z wybitniejszych pisarek nurtu ludowego (…)”. Do końca życia zbierała materiały etnograficzne z terenu Ziemi Chełmskiej, malowała akwarelą widoki z okolic jej rodzinnej wsi. Pisała: I nasza Chełmszczyzna // z różnych dziejów słynie // i takij gwary nigdzie ni ma // jak w naszej Chełmszczyźnie // (Nie ma to jak u nas). W roku 2022 Gmina Chełm wydała pierwszy tom jej wierszy.

## Nagrody i upamiętnienie
Wojewódzka nagroda kulturalna (1961); Odznaka 1000-lecia Państwa Polskiego (1966); nagroda w Ogólnopolskim Konkursie Literackim im. Jana Pocka (1973); państwowa renta twórcza. Dziś jedna z ulic Chełma nosi jej imię. W roku 2022 organizowane były w Chełmie i Strupinie Dużym spotkania, festyny, koncerty z okazji 130. rocznicy urodzin Pauliny Hołysz. Od lipca 2022 roku dla upamiętnienia Pauliny Hołysz w Strupinie Dużym znajduje się ławeczka artystki.